# بيرسل فاردارلي
بيرسل فاردارلي (بالتركية: Birsel Vardarlı Demirmen)‏ مواليد 12 يوليو 1984 في إزمير، هي لاعبة كرة سلة تركية بدأت مسيرتها الاحترافية في سنة 2005. تلعب مع فريق نادي فنربخشة كلاعب هجوم خلفي وتحمل الرقم 7. يبلغ طولها 5 قدم 9 بوصة (1.8 م). مثلت منتخب بلادها. شاركت في دورة الألعاب الأولمبية الصيفية سنة 2012.

## الإنجازات
- بطولة تركيا
  - الفوزs: 2008، 2009، 2010، 2011، 2012، 2013، 2016
- كأس تركيا
  - الفوزs: 2007، 2008، 2009، 2015، 2016
- كأس الرئيس التركي
  - الفوزs: 2007، 2010، 2012، 2013، 2014، 2015

## سجل المنافسة
شاركت في المنافسات التالية:
- الألعاب الأولمبية الصيفية 2012
- الألعاب الأولمبية الصيفية 2016
- كأس العالم لكرة السلة للسيدات 2014

## روابط خارجية
- بيرسل فاردارلي على موقع الاتحاد الدولي لكرة السلة (الإنجليزية)
- بيرسل فاردارلي على موقع كرة السلة الأوروبية.كوم (الإنجليزية)
- بيرسل فاردارلي على موقع بروبوليرز (الإنجليزية)
- بيرسل فاردارلي على موقع سبورتس رفرنس (الإنجليزية)
- بيرسل فاردارلي على موقع أوليمبيديا (الإنجليزية)